# Honesty 69
Honesty 69 war ein Dance-Projekt der deutschen Produzenten Willi Grossmann und Thomas Gesell, die 1989 einen Hit mit French Kiss landeten. Der Keyboarder und Remixer Ramon Zenker (* am 11. November 1968 in Willich) hat an diesem Projekt mitgearbeitet.

## Geschichte
Ramon Zenker war im Sommer 1989 mit den Produzenten Thomas Gesell und Willi Grossmann in New York. Dort hörten sie den Titel French Kiss von Lil’ Louis in den Diskotheken. Als sie diesen später in Deutschland nicht kaufen konnten, beschlossen sie, ihn zu covern. Als Honesty 69 hatte das Duo mit seiner Version einen Top-10-Hit in Deutschland, Österreich und der Schweiz. Das amerikanische Original verkaufte sich in diesen Ländern allerdings noch besser.
Spätere Singles von Honesty 69 hatten keinen Erfolg in den Charts. Mit der Techno-Band Interactive konnten Ramon Zenker und Marc Innocent ab 1992 weitere Hits landen.

## Diskografie
Singles
- 1989: French Kiss (BCM Records)
- 1990: Rich in Paradise (BCM Records)
- 1995: Everybody Be Somebody (ZYX Music)
- 1996: I Never Thought I’d See the Day (ZYX Music)